# Anadelphe
Anadelphe  (лат.) — род ос-блестянок из подсемейства Amiseginae. 2 вида.

## Распространение
Южная Америка.

## Описание
Мелкие осы-блестянки (около 3 мм). Жвалы самцов широкие и сплющенные с 2 мелкими апикальными зубцами. Проподеум округлый, без зубцов; пронотум равен по длине скутуму. Самки и самцы крылатые. Паразитоиды. Таксон был впервые описан в 1987 году американским гименоптерологом Linsey Siri Kimsey (University of California at Davis, Дейвис, Калифорния, США).

## Систематика
2 вида.
- Anadelphe alvarengai Kimsey, 1987 — Бразилия
- Anadelphe simplifacies Kimsey, 1987 — Эквадор